# PC-9800系列

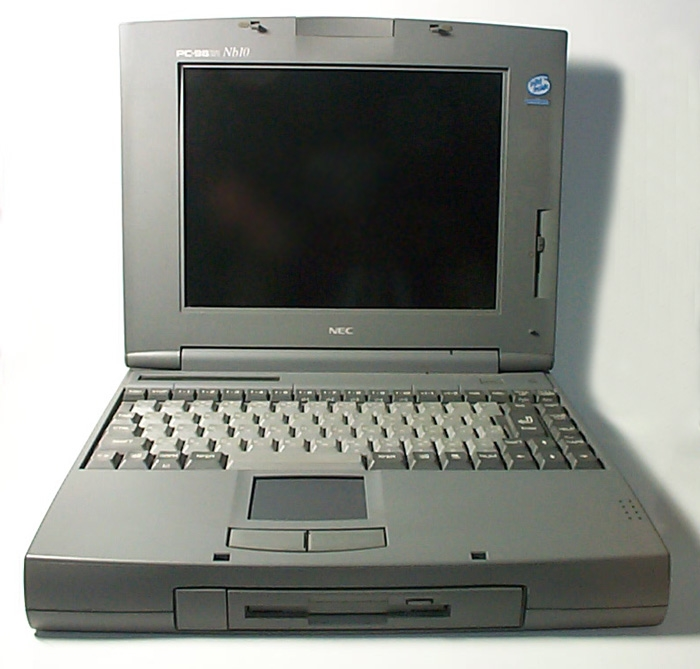
PC-9821 Nb10

PC9800系列，略稱PC-98，是日本電氣（NEC）獨立設計的一系列16位元至32位元個人電腦產品，包括PC-9800、PC-9821、PC98-NX三個系列。從1982年問世以來，一度壟斷日本電腦市場長達十多年，至1999年已售出1800萬部以上；NEC亦曾於西方國家銷售與早期的PC-98硬體構造相似的NEC APC系列電腦。微軟推出Windows作業系統後，PC-98於2003年正式停產。
PC-98最初是針對商業客戶推出，能向後相容於NEC成功的PC-8800系列電腦。本系列電腦持續開發，到了1990年代廣泛可見於各種業界，包括教育與娛樂業。NEC成功吸引了第三方開發業者與大量使用者，到了1991年在日本個人電腦市場占有率超過60％。同時期的IBM PC相容機的圖形功能不足，難以處理日文假名與漢字，而日本的各家個人電腦廠商也針對國內市場各有其專利架構生產，由於未能解決日文處理問題，除了蘋果以外，日本國外的電腦廠商難以打入日本的個人電腦市場。
到了1990年，常用的中央處理器與影像處理元件能力大有進步，DOS/V作業系統使得IBM PC相容機可僅用軟體方式顯示日文，日本國外的電腦廠商開始有能力打入日本市場。以x86中央處理器為核心的PC-98並非IBM PC 相容機，PC-98也取用了為IBM PC相容機發展的非專利性零件以降低成本。但 MS-DOS 與 Microsoft Windows經移植與地區化後可在PC-98執行，而隨著Windows的流行，軟體開發商不再需要針對不同平台發展專有版本，PC-98漸漸被視為與其他IBM相容機類似的Windows系統電腦；Windows 95 推出後，市場漸漸不需要PC-98來執行舊版的程式。1997年NEC放棄了維持PC-98的相容性，而推出了IBM PC相容機PC98-NX。
在PC-98上的軟件，一般放在硬碟（Disk 0和1）或軟碟（A和B）上運作。PC-98不同於IBM PC，例如：它使用自己的16位元匯流排取代ISA匯流排；BIOS、I/O接口尋址、記憶體管理和圖形輸出都和IBM PC不同。

## 歷史

### 發跡
PC-98推出于1982年，其初代产品9801使用一枚频率5MHz的Intel 8086 CPU，搭配2枚NEC μPD7220（一枚用于文字显示，专门处理英文和日文字符；另一枚产生视频图形信号），出廠时装备128KB的記憶體（可扩展至640KB），该机可在640x400像素的分辨率下显示8色图像。随后于1983年推出8MHz的改进型9801E。第二代的9801（编号9801U）推出于1985年，采用了2硬盘+3.5吋软盘的格局，并改为使用性能较8086更强大的日本国产CPU：NEC V30。1980年代末，新规格的9801改为采用更先进的Intel 80286／386处理器。

### 壟斷日本
1980年代和1990年代初，PC-9801基本上垄断着日本個人電腦市场，占有60%以上的市场份额；而当时风靡世界的IBM PC及其兼容机却没有打进日本市场，这是因为1980年代的IBM PC及其搭配的MS-DOS操作系统无法显示日文字符。1990年，日本IBM开发了能显示日文的DOS/V系统；自此，PC-98在日本的垄断地位开始动摇。

### 沒落至停產

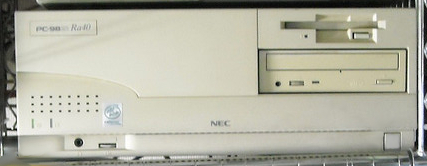
PC-9821 Ra40

1990年，日本IBM發明了DOS/V，可以在標準的IBM PC/AT VGA適配器上顯示日文；從這以後，PC-98開始有衰落跡象。
到1995年，微软发布革命性的Windows 95操作系统。Win95平台的软件不再需要NEC制造的系统便可运行，通用性大大提高；而9801系列计算机因为图形装置（GUI）过于简单，不能安装及使用Win95。至此，PC-98开始衰落。
1997年，在PC-9801度过它的15岁生日后，NEC宣布停产PC-9801系列计算机，后续机型PC-9821仍然销售。
2000年，PC-98全系列最后一款机型PC-9821 Ra43上市，其核心是Intel440FX主机板搭载 赛扬433 CPU，技术水準仅相当于1998年的中端PC，可见NEC此时已經把PC98系列彻底划归为低端产品。
2003年，NEC正式宣布，PC-98系列全面停产、退出市场。自此，日本独特的自主研发PC格式彻底消亡；此后日本生产的个人電腦，全部采用IBM兼容机方案。
FreeBSD/pc98 可以在配備有Intel 80386或相容型的PC-9801系列上執行。

## 延伸阅读
- Joel West and Jason Dedrick, "Innovation and Control in Standards Architectures: The Rise and Fall of Japan’s PC-98", Information Systems Research, Vol. 11, No. 2, June 2000, pp. 197–216